# Nesalcis croesaria
Nesalcis croesaria là một loài bướm đêm trong họ Geometridae.